# Objektkontrast
In der Fotografie versteht man unter dem Objektkontrast den Unterschied zwischen denjenigen Stellen eines Objekts mit dem geringsten und dem stärksten Reflexionsvermögen. Der Objektkontrast ist abhängig von Material, Farbe und Struktur des Objektes. Er ist dagegen unabhängig von der jeweiligen Ausleuchtung, bzw. vom Beleuchtungskontrast.
Der Objektkontrast ist der Kontrast, der auf dem Film oder einem elektronischen Sensor zur Wirkung gelangt.
Gemessen wird der Objektkontrast mit einem Belichtungsmesser, der darauf eingerichtet ist reflektiertes Licht zu messen. Derartige Belichtungsmesser haben i. d. R. einen kleinen Messwinkel (1–5°) und einen Sucher, der es gestattet Motivanteile gezielt und scharf begrenzt auszumessen („Spotbelichtungsmesser“).